# أولاف شرايبر
أولاف شرايبر (بالألمانية: Olaf Schreiber)‏ (12 سبتمبر 1969 في ألمانيا - ) هو لاعب كرة قدم ألماني (وحمل سابقاً جنسية ألمانيا الشرقية) في مركز الوسط. شارك مع منتخب ألمانيا الشرقية تحت 20 سنة لكرة القدم ومنتخب ألمانيا الأولمبي لكرة القدم. أما مع النوادي، فقد لعب مع كارل زايس يينا ونادي بوخوم وFSV Zwickau ‏.

## وصلات خارجية
- أولاف شرايبر على موقع الاتحاد الدولي (مؤرشف)  (الإنجليزية)
- أولاف شرايبر على موقع قاعدة بيانات كرة القدم.إي يو (الإنجليزية)
- أولاف شرايبر على موقع بيانات كرة القدم. دي إي (الألمانية)
- أولاف شرايبر على موقع عالم كرة القدم.نت (الإنجليزية)